# Batalha de Bramall Lane
"Batalha de Bramall Lane" foi o nome usado para uma partida de futebol da Segunda Divisão do Campeonato Inglês entre Sheffield United e West Bromwich Albion, realizada em 16 de março de 2002 no estádio de Bramall Lane, em Sheffield. O jogo, que terminou com vitória do West Bromwich Albion por 3 a 0, foi encerrado antes do tempo regulamentar depois que o Sheffield perdeu 5 jogadores (3 expulsos e 2 lesionados), ficando com apenas 6 atletas em campo.

## Antecedentes
Antes do jogo, o West Bromwich figurava na terceira posição, com 67 pontos, 11 de desvantagem para o Wolverhampton Wanderers, que estava na segunda posição - que promovia diretamente à Premier League. O Sheffield United, em décimo-quinto lugar, não brigava pela vaga nos play-offs de acesso, nem contra o rebaixamento.

## O jogo
Com 9 minutos de jogo, o goleiro Simon Tracey levou cartão vermelho por bloquear um chute com as mãos fora da área, e o técnico Neil Warnock queimou a primeira alteração, colocando Wilko de Wigt no lugar de Peter Ndlovu, porém o reserva não impediu que Scott Dobie abrisse o placar. Aos 18 minutos da segunda etapa, o escocês Derek McInnes ampliou para 2 a 0.
Na tentativa de evitar uma goleada, Warnock fez as outras 2 substituições logo após o gol de McInnes - entraram Georges Santos e Patrick Suffo nos lugares de Gus Uhlenbeek e Michael Tonge. Entretanto, no minuto seguinte, o francês levou o segundo cartão vermelho depois de cometer uma violenta falta sobre o galês Andy Johnson - em 2001, quando ainda atuava no Nottingham Forest, Johnson acertara o rosto de Santos, que fraturou a cavidade ocular e ameaçou entrar com um processo contra seu agressor. Durante a confusão, Suffo atingiu Richard Hoult, goleiro do WBA, e também levou cartão vermelho. Dobie ainda fez o segundo gol dele e o terceiro dos Baggies na partida, aos 32 minutos.
Pouco depois, Michael Brown, que escapou de ser o quarto jogador expulso pelo árbitro Eddie Wolstenholme, sentiu uma lesão e teve que deixar o gramado. Aos 37 minutos, o lateral-esquerdo Robert Ullathorne abandonou o jogo depois de também se lesionar, obrigando Wolstenholme (que se aposentaria ao término da temporada) a encerrar o confronto.

## Consequências
Como o jogo foi encerrado antes dos 90 minutos, teve o resultado indefinido pela Federação Inglesa. Irritado, o técnico do West Bromwich, Gary Megson, acusou os jogadores do Sheffield United de forçarem as lesões para prejudicar o andamento da partida.
.
Warnock, entretanto, reagiu às declarações de Megson e disse que Michael Brown já estava com uma lesão na virilha já no intervalo, quando os Blades perdiam por 1 a 0.
.
Além de manter o placar de 3 a 0 favorável ao WBA, a Federação Inglesa puniu o Sheffield United com uma multa de 10 mil libras. Georges Santos e Patrick Suffo (multado em 3 mil libras) foram suspensos por 6 jogos, enquanto Warnock e o capitão Keith Curle também receberam punições monetárias.

## Detalhes da Partida
| 16 de março de 2002 | Sheffield United | 0 – 3 (Interrompido aos 82 minutos) | West Bromwich Albion         | Bramall Lane, Sheffield                     |
| 15:00               |                  | Relatório                           | Dobie 18' (77) · McInnes 63' | Público: 17,653 Árbitro: Eddie Wolstenholme |

| Sheffield United | West Bromwich Albion |

| Sheffield United: |    |                      |     |     |
|                   |    |                      |     |     |
| GK                | 1  | Simon Tracey         | 9'  |     |
| LD                | 17 | Gus Uhlenbeek        |     | 64' |
| Z                 | 32 | Rob Page             |     |     |
| Z                 | 6  | Keith Curle          | 74' |     |
| LE                | 3  | Robert Ullathorne    |     |     |
| MC                | 17 | Phil Jagielka        |     |     |
| MC                | 26 | Michael Tonge        |     | 64' |
| MC                | 7  | Michael Brown        | 61' |     |
| AT                | 12 | Laurent D'Jaffo      |     |     |
| AT                | 16 | Peter Ndlovu         |     | 9'  |
| AT                | 8  | Paul Peschisolido    |     |     |
| Reservas:         |    |                      |     |     |
| GK                | 13 | Wilko de Vogt        |     | 9'  |
| MC                | 20 | Jean-Philippe Javary |     |     |
| V                 | 14 | Georges Santos       | 65' | 64' |
| MC                | 2  | Nick Montgomery      |     |     |
| AT                | 9  | Patrick Suffo        | 65' | 64' |
| Técnico:          |    |                      |     |     |
| Neil Warnock      |    |                      |     |     |

| West Bromwich Albion: |    |                  |     |     |
|                       |    |                  |     |     |
| GK                    | 1  | Russell Hoult    |     |     |
| LD                    | 16 | Igor Bališ       |     |     |
| Z                     | 17 | Lárus Sigurðsson | 13' | 68' |
| Z                     | 23 | Adam Chambers    |     | 56' |
| Z                     | 3  | Neil Clement     |     |     |
| LE                    | 6  | Phil Gilchrist   |     |     |
| V                     | 15 | Darren Moore     |     |     |
| MC                    | 10 | Andy Johnson     |     | 71' |
| MC                    | 4  | Derek McInnes    |     |     |
| AT                    | 18 | Scott Dobie      |     |     |
| AT                    | 14 | Danny Dichio     |     |     |
| Reservas:             |    |                  |     |     |
| GK                    | 30 | Chris Adamson    |     |     |
| Z                     | 5  | Tony Butler      |     | 68' |
| MC                    | 20 | Jordão           |     | 71' |
| MC                    | 7  | Ruel Fox         |     |     |
| AT                    | 9  | Bob Taylor       |     | 56' |
| Técnico:              |    |                  |     |     |
| Gary Megson           |    |                  |     |     |